# 民族主義歷史
民族主义历史悠久，尽管在现在主流的建构主义者眼中民族自治、自决等现代民族观念直到18世纪才形成，但原生主义者主张在历史上由族群引发的纷争一直是文明中反复出现的一面，也是民族主义在历史上的渊源。 这类运动不乏其例，从古罗马的犹太人起义、萨珊王朝的波斯文化复兴再到现代的由拿破仑占领所激发的德意志民族主義。通常来讲，民族主义起源于17、18世纪的英国和法国，并在18世纪影响到美国和拉美地区，19世纪开始在欧洲大陆传播、兴盛，而到了19世纪末20世纪初，民族主义开始在全球范围内流行，并最终影响20世纪亚非拉殖民地、半殖民地国家的独立运动。但对于民族主义的历史和分期学术界一直存在争议。

## 欧洲中心的民族主义历史

《自由引导人民》中高举法国国旗的自由女神形象后来衍生为法国的国家化身玛丽安娜

傳統觀點認為民族主義起源於歐洲，世界各地的民族主義本質都是西方的，大多是西方民族學說的改良版本——不論這一觀點正確與否，絕大多數學者都認同民族主義屬於更廣泛的現代化的一種表現。民族主义和人民主权的思潮引领欧洲各族群或民族的革命来到高潮，在19世纪民族主义成为了欧洲社会及政治的主导思想之一，也成为20世纪引发第一次世界大战的最主要原因之一。拿破仑对德意志和意大利地区国家的征服刺激了当地民族主义的产生，德意志人和意大利人开始追求民族的团结与统一。
18世紀晚期，工业革命率先在英國展開，英国開始形成了全国性的统一市场和公共领域，英国的国民也由此从诸如省份、城镇、家庭等更小单元的身份认同转向对于整个国家的身份认同，从18世纪中叶开始早期的的爱国民族主义出现并为大众接受，受到英国政府以当时的及知识分子的推广。 民族主义者们不断创造着代表国家的象征、神话、国旗、国歌以及相关叙述，并使之广为接受，就如议会批准新英国国旗——聯合傑克（1801年）、 托馬斯·阿恩谱写《統治吧，不列顛尼亞》（1740年）、 约翰·阿巴思诺特创作出约翰牛的漫画形象（1727年）。而后来的美國革命和法国大革命扩大了世界範圍內爱国主義和民族主义的影响力。
大多数历史学家还是将法国大革命作为欧洲民族主义的开端，法国大革命不仅激发了法兰西民族主义思潮，还对意大利和德意志地区的知识分子起到了极大影响。1793年，法国大革命爆发，新生的共和国政府颁布了大规模征兵法令，号召全体人民无分老少参加国民自卫军保家卫国，这也是現代民族主义的最初表现之一。大革命首创的民族主义典型模式是将民意团结在一個基于人民主权的新生政权周围——这一模式可以追溯到卢梭、伏尔泰等人的启蒙学说以及诸如科西嘉共和国和美國革命的早期宪政主义實踐。
在拿破仑战争中，英国海军切断了西班牙本土与拉美殖民地之间的联系，这也激发了拉丁美洲的民族主义，西班牙本土的半岛人和殖民地的克里奥尔人的矛盾最终导致了拉丁美洲独立战争，西班牙的所有美洲殖民地都最終獲得獨立。拿破仑還入侵德意志地区并在1806年解散了神圣罗马帝国，这也为德国统一扫清了旧制度的障碍。拿破仑还给德国带来了新的制度法理，而他建立的莱茵邦联更是为德国民族主义注射了一剂强心剂，让更多人加入民族主义以寻求德意志的统一与强盛——其中普鲁士的首相俾斯麦通过鐵血政策最終于1871年将德国统一为一个国家。而自1768年法國入侵科西嘉开始，以帕斯夸莱·保利为首的意大利人就开始反抗外国统治，而從19世紀20年代開始，以馬志尼為首的義大利民族主義者帶領義大利反抗奧地利專制統治，最終建立了統一的義大利王國。
俄羅斯的民族主義也是源於對法國大革命的回應——虽然在1815年拿破仑战争结束时，俄罗斯人对国家的认同仅仅停留在忠君上；但随着法国大革命思想的扩散，从19世紀30年代开始尼古拉一世治下的俄国采用以“正教、专制、民族”为口号的官方民族理论；经过长时间教育灌输，到了1860年俄罗斯的思想界日渐保守，不再认同西方思潮，俄罗斯民族主义及泛斯拉夫主义盛行；而这一倾向通过历次俄土战争不断增强，還激發了巴尔干地区的民族主义运动——諸如希腊、塞爾維亞等民族國家在俄國等國的支持下從鄂圖曼帝國手中获得独立。
從19世紀後半期到一戰前夕，歐洲的民族主義開始進入大發展，民族主義開始擴散到那些歷史上乏人問津的“民族”上，在西班牙巴斯克人開始追求獨立，在俄羅斯从未有过建国史的爱沙尼亚也要求独立，而赫茨尔在流散世界的犹太人中开始提倡犹太复国主义并进一步复兴沦落千年的希伯来语。民族主義也逐漸為歐洲右翼所接納，並最終導致了法西斯主義的崛起。那些被官方民族所排斥的族群的精英，例如犹太人和殖民地土著民族，在接受殖民母国教育后无法获得与官方民族同等待遇，因而拒绝了进一步的同化并开始拥抱民族主义；伴随着落后地区民族向发达地区的全球性民族迁徙，越来越多的地区兴起对外国人的敌意，德国开始兴起反犹太和反波兰思潮，就连作为移民国家的美国也颁布了针对华人的排华法案，而这些受排斥民族之间的互助和互保助长了劣势民族中的民族主义——民族主义为将到来的世界大战推波助澜，无论大小国家，民族主义都使人们相信自己是在保卫自己的民族而战，而政府通过激发民族主义情绪动员了大量公民投入惨烈的战争当中。

巴尔干半岛的民族独立与分裂

民族主义使20世纪成为“最好战的世纪”，即便抛去种族灭绝、饥荒、经济萧条等事件，整个世界共爆发了275场战争，造成1.15亿人死亡，而如果加上这些于民族主义有关的事件，民族主义造成的死亡人数可能达到数亿或者更多。而在一战后，西方目睹了民族主义所导致的破坏性后果并开始反思和批判民族主义——虽然民族主义是第一次世界大战的主要肇因之一，但是西方社会在一边谴责“狭隘的”民族主义的野蛮和暴力的同时，一边还是将民族主义作为处理战后事务的一种原则，认为民族自决可以避免新的世界大战的产生；而在美国总统威尔逊的支持下，欧洲各大帝国的废墟之上依照民族自决原则建立了波兰、捷克斯洛伐克、芬兰等一些列民族国家。而在战间期及接下来的第二次世界大战中，欧洲、美洲以及亚洲的政治精英们通过大规模动员对社会进行了严格管控，整个社会都在宣扬战争或胜利的爱国言论，没有人讨论这么多的伤亡是否值得，而少数看得到这种情况的边缘团体的声音却往往被湮没。战争消灭了无政府主义运动，将人们推向社会主义和民族主义，乃至于法西斯主义运动。战后诸如北大西洋公约的国际组织及区域联盟的建立大大减少了战争的可能性，使得民族主义逐渐远离了战争，自由市场削弱了国家所扮演的作用，而平权运动将公众注意力转移到少数族群上，又使得这些群体对于建立民族国家的需求有所减少。

## 欧洲以外地区
按照民族主義的西方起源理論，民族主義很大程度上是現代化的一種現象，並隨著西方擴張而擴散，但是也由如印度學者帕沙·查特吉質疑民族主義的歐洲中心論，施泰因·腾内松等人進一步提出文明國家的概念，認為諸如中國、印度的亞洲國家的民族主義與歐洲民族主義有著系統性的差異，而中國就是最好的例子——中國在近代以前就已經具備以儒家文明和漢族認同為基礎的同一政治共同體模式，而這種政治意識的萌發既沒有人民主權等現代理論驅動，也沒有來自西方的現代化影響。
就中国的例子而言，中国的民族主义可能源于宋代——在宋代以前中国人的“中国观”更多是来源于基于生活习惯与政治方式的文化认同，所谓“诸侯用夷礼则夷之，夷狄进于中国则中国之”；而在宋代，以中国为中心的天下观开始崩溃，中国开始有了法律意义上明确的边界，强敌环伺的危机感驱使宋人转向民族主义情绪，开始限制知识外传、反对外来文化和宗教、强调自身道统和“华夷之别”，某种意义上也反映了一种非西方的、内生的“民族国家”意识。对于殖民地地区的民族主义，查特吉称“民族主义思想是一种在殖民地世界生长出来的欧洲话语的衍生品，始终受到欧洲话语的支配”，并认为非西方的民族主义既包含了西方民族主义的自由和理性，也含有对西方本身的反抗和排斥。
随着西方的持续殖民扩张，自19世纪末开始东方民族主义（oriental nationalism）逐渐兴起，东方国家或因为现代化驱动、或因为东西文化交融、或因为反抗殖民统治的斗争需要，都不约而同地发展出民族主义，而民族主义最终成为了20世纪东方国家政治文化的重要组成部分，引导东方国家走向国家独立、民族解放的道路。:8-17作为对殖民主义和帝国主义的反抗，亚非国家的民族主义很大程度和拉美地区的民族主义进程相类似，具有西方教育背景、受到西方民族主义理论熏陶的殖民地精英开始运用民族主义动员殖民地的民众开始反抗西方的殖民压迫——反殖民的民族主义模仿自西方的民族主义，其同样运用为殖民主义压抑的的诸多民族象征、古老传统，将之服务于其民族运动。例如伊斯兰世界的民族主义者从19世纪下半叶开始将伊斯兰教和民族主义相结合，阿富汗尼等穆斯林学者开始探索伊斯兰教的改革，从而衍生出了泛伊斯兰主义和阿拉伯民族主义等思潮。:287,318而本尼迪克特·安德森则认为，亚非等地的所谓“最后一波”的民族主义本质来说是对工业资本主义所造就的新式帝国主义的一个反应，殖民地政府的中央集权以及标准化的学校体系创造了新式的朝圣之旅，殖民地知识分子——尤其是20世纪初的知识分子——从教育中习得西方民族主义的原型并加以仿效、改造和改进，向殖民地的大众宣传他们所想象的共同体。:109-134
日本在亚非国家中最早实现现代化，而日本民族主义也影响到了亚洲其它国家民族主义的发展——着眼于日本的“民族主义救日本”及其通过日俄战争成为独立国家，孙中山称日本的胜利是“东方人打败了西方人”，希望通过学习日本来实现中国民族的复兴；而在1906年，印度国大党主席达达拜·瑙罗吉也发表讲话，声称“钦佩早已觉醒的日本”；青年阿富汗的领袖马赫迈德·塔尔齐受到了日俄战争的极大鼓舞，更是撰写、出版了《日俄战争史》。:28日俄战争后包括波兰人在内俄国国内各民族参与了1905年革命，亚洲各国开始了一些列民族主义运动，荷兰属东印度成立了印度党并开始了印尼独立运动，奥斯曼帝国爆发了青年土耳其革命，而中国在排满的民族主义主张下推翻了满清统治。而在泰国，有着留学英国背景的拉玛六世自称本国“第一个民族主义者”，效仿英国“上帝、国王、国家”模式建立了“民族、君主、宗教”的民族主义思想并在泰国国民中推广，其身后泰国政府也追随他的民族主义政策并选择在二战中和日本合作。:109-134

二战后非洲开始了非殖民化进程，非洲的民族主义者开始从白人手中接管国家

而在随之到来的第一次世界大战中，许多欧洲以外国家将民族独立的希望寄托于威尔逊的“民族自决权”和列强许诺的独立，例如中国在一战中派遣劳工参战、甘地和英国合作以换取自主、阿拉伯人响应协约国发起大起义，而战后巴黎和会并没有保障这些弱小民族的利益，列强虽然让欧洲的民族国家独立，但它们只希望维护自身霸权地位，而并没有将亚非民族的请求考虑在内——这也引起了当地民族主义的反弹——朝鲜半岛爆发三一运动，中国爆发了五四运动，而在印度甘地领导了对英国殖民当局的非暴力不合作斗争，凯末尔在土耳其独立战争中领导土耳其人反抗协约国的瓜分建立了现代土耳其国家，殖民地民族自决也成为了当时社会的一种潮流。同一时期新生的俄国苏维埃政权宣布取消俄罗斯帝国和亚洲国家建立的一切不平等条约，让更多民族主义运动和社会主义相结合，例如土耳其国父凯末尔将他的思想称为“国家社会主义”，而甘地也自称为“社会主义者”，孙中山开始则在五四后联俄联共。:30-32,62
第二次世界大战大大削弱了殖民主义国家的实力，大大加快了殖民地的民族主义运动发展和殖民帝国的解体。1952年，作为“阿拉伯世界之冠”和“非洲之首”的埃及在纳赛尔领导下推翻法鲁克王朝统治，建立阿拉伯民族主义政府，极大鼓舞了阿拉伯世界和非洲的民族独立运动。纳赛尔在革命后成为了埃及和阿拉伯世界的民族英雄，并通过电视广播不断宣传他的阿拉伯民族主义和阿拉伯革命主张，更是在苏伊士运河战争中成为了整个阿拉伯世界的领袖，在他死后卡扎菲以他的名义领导了利比亚绿色革命，阿以冲突中阿拉伯世界联合起来对西方进行石油禁运。:413-420从埃及开始，战后非洲以及世界其它地区开始了新一轮非殖民化进程，追求独立的民族主义者开始从以往无视当地土著权利的殖民者手中接管政权，由于独立后的非洲各国在经济上受制于西方、在政治文化上还未完成国族建构，要求团结互助、一致对外的非洲民族主义和泛非主义在非洲流行。

## 冷战后

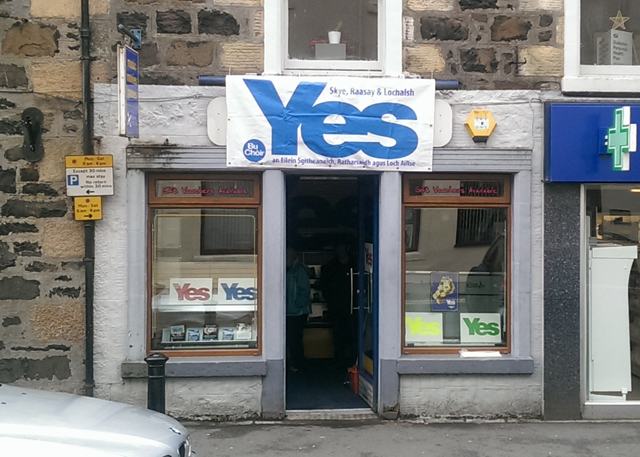
2014年苏格兰公投中商店张贴支持独立的海报，有44.70%的选民在公投中支持独立

虽然民族主义势力不复两次世界大战时期的强势，但苏联解体和东欧剧变极大刺激了世界各地的民族主义运动：欧洲的民族主义显示出分离主义的倾向，苏联和南斯拉夫的解体为世界增加了20多个联合国承认的民族国家，霍布斯鲍姆将原因归结于“1918年到1921年的未竟事业”，即导致国家分裂的很多议题都源自于1918年到1921年的这段时间，例如捷克人和斯洛伐克人首度联合建立了捷克斯洛伐克，苏俄恢复原俄罗斯帝国领土，而冷战后民族主义的力量甚至波及了一些老牌的民族国家——例如苏格兰要求从英国独立，而魁北克也要求脱离加拿大。:196-202
民族的分离主义显然是冷战后最明显和突出的民族问题，并且从苏联解体到科索沃战争再到加泰罗尼亚独立运动，各类分离主义运动至今仍难以平息；在中东，伊斯兰原教旨主义指导下的极端宗教民族主义者打着宗教名义试图推翻本国政权，号召圣战以扩张伊斯兰疆域；在独联体和前南斯拉夫地区，部分俄罗斯人和塞尔维亚人由于国家解体一夜间失去主体民族身份因而形成心理落差，导致了区域内的泛民族主义倾向；在西欧，冷战后移民潮和难民潮的涌入恶化了当地的移民环境，当地日益高涨的排外情绪也助长了右翼思潮和族群民族主义；而在非洲一些国家，后殖民时代的部落政治和殖民时代的族群矛盾交织在一起，导致国家内部族群流血冲突和国家间领土冲突不断，在1990年到1994年间非洲共爆生24场血腥战争，难民人数达到了1600万。
正如霍布斯鲍姆所言，当代民族主义的发展很大程度归因于冷戰結束後原先为意识形态掩盖的民族问题重新浮出水面——同时由西方主导的经济全球化也使落后地区边缘化，这也导致了这些边缘化地区寻求自我保护、抵制全球化的经济民族主义倾向；一些地区的民族问题在美国等国家的干预下国际化，也使得当地民族主义更为强势。虽然民族的分离主义倾向日益增强，但当代民族主义也显示出截然不同的另外一种趋势，即以欧盟为代表的、民族国家间相互合作的超民族主义或者说集体民族主义、区域民族主义的趋势，这些国家集团的出现体现了各个民族间为维护共同的民族利益所作出的努力。就现状而言，除了日本、韩国等10%左右国家主体民族比例超过90%，可以算是纯粹的民族国家，世界上大多数国家都存在着多民族、多族群的社会结构，而如印度等国最大族群比例甚至可能低于50%，在这些国家以主体民族完全否认少数族裔权益的政治尝试亦不太现实，通常会通过强化公民意识、培育民族意识、以及强调共识文化来构建国族观念。